# مورمور (گدابیگ)
مورمور (به لاتین: Mormor) یک منطقه مسکونی در جمهوری آذربایجان است که در شهرستان گدابیگ واقع شده است. مورمور ۱۰۱۸ نفر جمعیت دارد.